# Eremothera sculpturata
Eremothera sculpturata är en spindeldjursart som beskrevs av Muma 1951. Eremothera sculpturata ingår i släktet Eremothera och familjen Eremobatidae. Inga underarter finns listade i Catalogue of Life.